# Тиммараджа Водеяр I
Тиммараджа Водеяр (1433—1478) — махараджа Майсура (1459—1478).

## Биография
Был старшим сыном второго махараджи Майсура Чамараджа Водеяра I.
Наследовал своему отцу в 1459 году и правил княжеством в течение 19 лет, в течение которых не происходило важных событий. Как и его отец он расширял княжество за счёт соседних городов и посёлков.
Умер в 1478 году, ему наследовал его сын Чамараджа Водеяр II.